# Raffles, the Amateur Cracksman
Pour plus de détails, voir Fiche technique et Distribution.
Raffles, the Amateur Cracksman ou The Adventures of Raffles, the Amateur Cracksman est un film muet américain réalisé par Gilbert M. Anderson et sorti en 1905.

## Fiche technique
- Titre : Raffles, the Amateur Cracksman
- Titre alternatif : The Adventures of Raffles, the Amateur Cracksman
- Réalisation : Gilbert M. Anderson
- Scénario : Eugene Wiley Presbrey, E.W. Hornung
- Photographie : Albert A. Smith
- Montage :
- Producteur : William T. Rock
- Société de production : Vitagraph Company of America
- Société de distribution : Vitagraph Company of America
- Pays de production :  États-Unis
- Langue : film muet avec les intertitres en anglais
- Format : Noir et blanc — 35 mm — 1,33:1 — Muet
- Genre : Film d'aventure
- Durée :
- Date de sortie :
  - États-Unis : 23 septembre 1905

## Distribution
- J. Barney Sherry : Raffles
- Paula Blackton